# 9594 Garstang
9594 Garstang (tên chỉ định: 1991 RG) là một tiểu hành tinh vành đai chính. Nó được phát hiện bởi Robert H. McNaught ở Đài thiên văn Siding Spring ở Canberra, Australia, ngày 4 tháng 9 năm 1991. Nó được đặt theo tên Roy Henry Garstang, một nhà thiên văn học và là thành viên trong khoa thuộc Đại học thiên văn học London và Đại học Colorado ở Boulder.